# 1980年冬季奧林匹克運動會南斯拉夫代表團
來自南斯拉夫社會主義聯邦共和國的15名運動員，參加了在美國紐約州普萊西德湖所舉辦的1980年冬季奧林匹克運動會。但並未獲得任何一面獎牌。